# 캡틴 잭 (음악 그룹)
캡틴 잭(Captain Jack)은 독일의 유로댄스 그룹이다. 군대 행진곡을 모티브로 했으며 메인 남성 보컬이 항상 해군 복장으로 대령을 연기하는 것이 특징이다.

## 개요
1995년에 결성되었다. 결성 당시 멤버는 샤키 더반과 리자 다 코스타였다. "Dam, Dam, Dam"과 "Captain Jack"을 불러 데뷔하였다. 같은 해 12월에 샤키 더반이 탈퇴하고, 프랭키 지가 그 자리를 대신했다. 1996년에 "The Mission" 앨범과 "Drill Instructor" 싱글, 1997년에는 "Operation Dance" 앨범과 "Holiday" 싱글을 발표했다.
1998년 12월에 리자 다 코스타가 탈퇴하고, 맬로이 로제인스가 새로 영입했다. 1999년에 앨범인 "The Captain's Revenge"과 싱글인 "Dream a Dream", "Get Up(집시 킹스 피쳐링)", "Only You"를 발표했다. 2000년 11월에 맬로이 로제인스가 탈퇴하고, 안나 안토니아 트라우예라는 예명을 쓴 일리 러브가 영입했다. 2001년에는 "Top Secret", 2003년에는 "Party Warriors", "Cafe Cubar", 2004년에는 "Music Instructor" 앨범을 각각 발표했다.
2005년에 싱글인 "Capitano"가 발표했는데, 10월 17일에 프랭키 지가 스페인 팔마데마요르카에서 그의 아들과 산책을 하던 도중에 뇌출혈 진단을 받았고 이러한 지병으로 인해 같은 달 22일에 사망하였다. 이로 인해 캡틴 잭은 잠정적으로 해체되었다.
2008년 여름에 브루스 레이시와 제이미 리가 새로 영입하면서 재결성되었다. 같은 달 9월 18일에 싱글곡인 "Turkish Bazar"를 발표했는데 이 때 장르는 유로비트에서 댄스팝으로 바꿨다. 11월 21일에는 "Captain Jack is Back" 앨범을 발매했고, "Push It Up"과 "We Will Rock You" 싱글도 각각 발표했다.
2009년에는 제이미 리가 탈퇴함에 따라 싱글로 활동하다가 2010년에 로라 마틴이 새로 영입했다. 2011년 4월 22일에 "Back to the Dancefloor" 앨범을 발표했다. 2012년 말에 로라 마틴이 탈퇴하고, 미셸 스탠리가 그 자리를 대신하여 2020년까지 캡틴 잭의 일원으로 활동했다. 이후 미셸 스탠리가 같은 해 개인 사정으로 탈퇴하고 전 일원이었던 일리 러브가 다시 영입하여 2021년에는 미스터 프레지던트의 일원이었던 레이지(LayZee)가 피처링한 신곡 "Summertime"을 발표했다.

## 주요곡
- CAPTAIN JACK (1995년) - 이 음악 그룹의 대표곡 중 하나.
- DREAM A DREAM (1999년)
- TOGETHER AND FOREVER (1997년)
- DRILL INSTRUCTOR (1998년)
- FOLLOW ME (1998년)
- IN THE NAVY'99 (1999년) - 빌리지 피플의 대표곡 중 하나인 In The Navy를 리메이크한 노래.
- TAKE ME OUT TO THE BALLGAME
- GIVE IT UP
- HIHO (2000년)
- DANCING POMPOKORIN - 마루코는 아홉살의 주제곡을 번안했다.
- THE RACE (1998년)
- LITTLE BOY (1996년)
- MY GENERATION (1999년)
- ONLY YOU
- CENTERFOLD (2002년)

이 중에서 일부 곡은 음악 게임인 댄스 댄스 레볼루션 및 댄스매니악스, 비트매니아에 각각 수록되기도 했다.